# Wealth (film 1921)
Wealth è un film muto del 1921 diretto da William D. Taylor. Sceneggiato da Julia Crawford Ivers su un soggetto di Cosmo Hamilton, aveva tra gli interpreti Ethel Clayton, Herbert Rawlinson, J.M. Dumont, George Periolat, Claire McDowell, Jean Acker, Richard Wayne.

## Trama
Mary McLeod, una giovane artista che sta tornando a New York, scopre di aver perso il biglietto del treno. Phillip Dominick, un milionario, le offre di dividere con lui il suo scompartimento, facendola passare per sua sorella. I due, ben presto, passano dall'amicizia all'amore finendo con lo sposarsi. Ma la madre di Phillip, dalla quale lui dipende finanziariamente, non è per niente felice di quell'unione e pensa a come separare la coppia, volendo che il figlio sposi poi una ragazza dell'alta società. Mary supplica il marito di portarla via ma poi cede, e acconsente a rimanere finché non sarà nato il loro bambino.
Dopo il parto, la signora Dominick si prende il piccolo e non lascia che se ne occupi la madre. Nonostante tutte le cure e attenzioni che ha per il nipotino, questi si ammala e muore. Mary lascia il marito, ma Phillip la ritrova: confermandole di amarla sempre, le promette di mettere su casa con lei e di vivere, da quel momento in poi, basandosi solo sulle sue forze.

## Produzione
Il film fu prodotto dalla Famous Players-Lasky Corporation

## Distribuzione
Distribuito dalla Paramount Pictures, il film in cinque bobine - presentato da Jesse L. Lasky - uscì nelle sale cinematografiche statunitensi 21 agosto 1921.
Non si conoscono copie ancora esistenti della pellicola che viene considerata presumibilmente perduta.